# (1404) Аякс
(1404) Аякс (греч. Αίας) — троянский астероид Юпитера, двигающийся в точке Лагранжа L4, в 60° впереди планеты. Он был обнаружен 17 августа 1936 года немецким астрономом Карлом Рейнмутом и назван в честь греческого героя Аякса Великого, который, согласно древнегреческой мифологии, участвовал в осаде Трои.

Орбита астероида Аякс и его положение в Солнечной системе
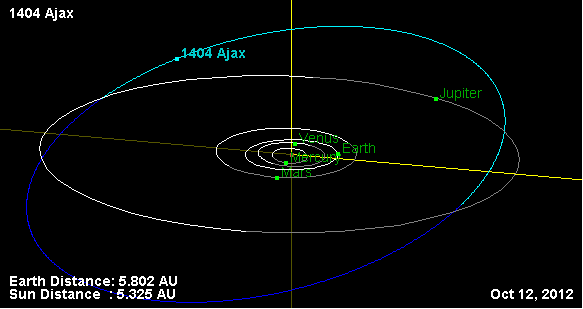
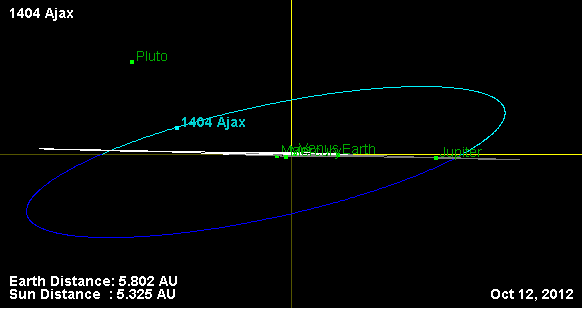